# Ивановка (Каргашинское сельское поселение)
Ива́новка — деревня в Сасовском районе Рязанской области России. Входит в состав Каргашинского сельского поселения.

## Географическое положение
Деревня находится в северо-западной части Сасовского района, в 28 км к северо-западу от райцентра.
Ближайшие населённые пункты:

— село Высокое в 4,5 км к северо-востоку по грунтовой дороге;

— деревня Тонкачёво в 3 км к юго-востоку по щебёнчатой дороге;

— село Чубарово в 4 км к юго-востоку по щебёнчатой дороге;

— село Церлёво 2,5 км к юго-западу по грунтовой дороге.

## Природа
Климат умеренно континентальный. Высота над уровнем моря 129—134 м.

## Население
| 1953 | 1981 | 1983 | 2002 | 2010 |
| ---- | ---- | ---- | ---- | ---- |
| 224  | ↘90  | ↘37  | ↘12  | ↘5   |

## Инфраструктура
Дорожная сеть
В деревню приходит тупиковая щебёнчатая дорога Сасово — Чубарово (асфальт) — Ивановка (щебень).
Транспорт
По состоянию на 2013 г. маршруты общественного транспорта отсутствуют.
Связь
Электроэнергию деревня получает по тупиковой ЛЭП 10 кВ от подстанции 35/10 кВ "Каргашино".

## Интересные факты
- Ивановка является самым западным населённым пунктов Сасовского района.
- В Сасовском районе есть ещё один населённый пункт с аналогичным названием.